# Scaligeria knorringiana
Scaligeria knorringiana är en flockblommig växtart som beskrevs av Jevgenij Korovin. Scaligeria knorringiana ingår i släktet Scaligeria och familjen flockblommiga växter. Inga underarter finns listade i Catalogue of Life.